# Gesundheitsrisiken im American Football
Gesundheitsrisiken im American Football umfassen eine Vielzahl von Verletzungen, die infolge der Ausübung des Sports auftreten können. Als Vollkontaktsportart gehen mit der Teilnahme erhebliche Risiken einher. Neben Muskel- und Knochenverletzungen erlangen in jüngerer Vergangenheit auch Risiken durch Kopfverletzungen vermehrt Aufmerksamkeit.

## Überblick
Die Spieler haben oft eine Masse von über 100 kg und können mit Geschwindigkeiten von ca. 30 km/h rennen. Trotz wattierter Uniformen und Schutzhelmen entstehen große Gefährdungen für betroffene Körperteile. Bei einer Gesamtmasse von 250 kg, die zwei kollidierende Spieler gemeinsam haben, und einer Relativgeschwindigkeit von 16 m/s beträgt die Kraftwirkung (der Impuls) 250 kg*16 m/s = 4000 kg*m/s = 4000 Newtonsekunden. Wenn die Aufprallzeit (Bremszeit) 100 ms beträgt, ergibt sich eine Kraft von 40000 Newton (4000 Ns/0,1 s).
Regelmäßig kommt es zu Verletzungen mit Todesfolge. Zwischen 1931, als entsprechende Untersuchungen in den USA begannen, und 1990 gab es kein einziges Jahr, in dem kein Footballspieler beim Ausüben des Sportes zu Tode kam. Fünf Spieler starben im Jahr 2014, unter anderem durch Genickbruch bei einem Punt-Return. Auch 2015 wurden mehrere Todesfälle gemeldet, und es betraf Spieler auf unterschiedlichen Positionen.
Eine bedeutende Rolle bei den Risiken spielen Kopfverletzungen, die unterschiedliche Folgen hervorrufen können.

## Kopfverletzungen
In wissenschaftlichen Untersuchungen wurde ein Zusammenhang zwischen den immer wieder sehr harten Kopfstößen im American Football und Krankheiten wie Alzheimer, chronisch-traumatischer Enzephalopathie, Depressionen und Demenz gefunden, die durch Gehirnerschütterungen und zahlreiche Hirntraumata bedingt sein sollen. Diese Krankheiten sind oft Spätfolgen und treten erst zehn bis 20 Jahre nach Karriereende auf. Eine zunehmende Zahl von Wissenschaftlern geht davon aus, dass die Hirntraumata durchaus auch Folge suberschütternder Stöße sein können. Auch das aggressive Verhalten, durch welches einige Football-Spieler im Privatleben auffällig und straffällig werden, kann durch Gehirnverletzungen begründet sein.
Eine Untersuchung von 42 ehemaligen NFL-Spielern im Alter von 42–65 Jahren, die kognitive Probleme für mindestens 6 Monate aufwiesen, ergab, dass diejenige Hälfte, die in einem Alter von 12 Jahren mit Tackle Football angefangen hatte, größere Gedächtnis- und Denkprobleme hatte als die andere Hälfte. Beide Gruppen lagen unterhalb der Durchschnittswerte in vielen Tests, und der Unterschied zwischen beiden Gruppen betrug ungefähr 20 % in einigen Tests. Robert Stern, der verantwortliche Autor der Studie, meinte dazu:

“Being hit in the head repeatedly through tackle football during a critical time in brain development may be associated with later-life cognitive difficulties. The take-home message is, the earlier you start, the more issues you may have.”

„Wenn man während einer kritischen Phase der Gehirnentwicklung durch Tackle Football wiederholt am Kopf getroffen wird, kann dies mit kognitiven Schwierigkeiten im späteren Leben in Verbindung gebracht werden. Die Botschaft lautet: Je früher man damit anfängt, desto mehr Probleme kann man haben.“

### Gehirnerschütterungen
Keine Sportart verzeichnet mehr Gehirnverletzungen (Gehirnerschütterungen) als American Football. Zwischen 1989 und 1993 hatten die 28 NFL-Teams 445 Gehirnerschütterungen bei 341 Spielern gemeldet, das entspricht vier pro Wochenende oder 2,5 pro 1.000 Spielzügen.
Die NFL veröffentlichte folgende Zahlen für alle Spiele der regulären Saison: 173 im Jahr 2012, 148 im Jahr 2013, 115 im Jahr 2014, 183 im Jahr 2015, 166 im Jahr 2016, 178 im Jahr 2017, 127 im Jahr 2018 und 136 im Jahr 2019. Inklusive Training und Vorsaison lauten die Zahlen der NFL: 261 im Jahr 2012, 229 im Jahr 2013, 206 im Jahr 2014, 275 im Jahr 2015, 243 im Jahr 2016, 281 im Jahr 2017, 214 im Jahr 2018 und 224 im Jahr 2019. Die nichtkommerzielle US-amerikanische Fernsehsenderkette Public Broadcasting Service stellte in den Jahren 2012 bis 2015 die gemeldeten Gehirnerschütterungen in der NFL in einem ‚Concussion Watch‘ zusammen. Demnach gab es 171 Gehirnerschütterungen im Jahr 2012, 152 im Jahr 2013, 123 im Jahr 2014 und 199 im Jahr 2015 (Stand 15. Januar 2016). In jeder der vier Spielzeiten traten die meisten bei den Cornerbacks auf (26, 23, 24, 41).
Das NFL Head, Neck, and Spine Committee verfasste einige Protokolle zur Diagnose von und für den Umgang mit Gehirnerschütterungen (Protocols Regarding Diagnosis and Management of Concussion). Demzufolge muss ein Spieler, der auf dem Feld Anzeichen für eine Gehirnerschütterung zeigt, vom Feld genommen und vom medizinischen Team des Clubs untersucht werden. Der Madden-Regel zufolge muss ein Spieler mit einer diagnostizierten Gehirnerschütterung von qualifiziertem medizinischem Personal in den Umkleideräumen beobachtet werden, um ihm Regenerationszeit ohne Ablenkung zu geben. Nach positiver Diagnose darf er keinen Kontakt zu Pressevertretern haben, bis er wieder medizinisch gesundgesprochen wird. Eine Umfrage der Zeitschrift The Sporting News im Jahr 2012 unter 103 NFL-Spielern aus 27 Teams ergab, dass 56 (54 %) eine Gehirnerschütterung verschweigen würden, aus Angst, man würde sie vom Spielfeld nehmen und dass sie dadurch ihre Mannschaft im Stich lassen würden („I feel like I’m letting my team down“). Wenn ein Kontakt-Sportler nach erlittener Gehirnerschütterung seinen Sport unmittelbar weiter ausübt, so vergeht doppelt so viel Zeit für die Rückbildung seiner Symptome, als wenn er sofort vom Spielfeld genommen wird (44 vs. 22 Tage).

### Demenz und Depressionen
Aus einer 2007 veröffentlichten Studie an 2.552 ehemaligen NFL-Spielern, die am Center for the Study of Retired Athletes an der University of North Carolina durchgeführt wurde, ergab sich ein sehr starker Zusammenhang zwischen der Anzahl der Gehirnerschütterungen und der Rate diagnostizierter Depressionen. Es zeigte sich, dass von 595 ehemaligen NFL-Spielern, die drei oder mehr Gehirnerschütterungen während ihrer aktiven Laufbahn hatten, 20,2 % an Depression litten. Darüber hinaus wurde bei den 2.552 Untersuchten ein 37 % höheres Risiko festgestellt, an Alzheimer zu erkranken, als bei anderen Männern gleichen Alters.
Depressiv und/oder dement wurden nachgewiesenermaßen folgende ehemalige Football-Profis:
- Gene Atkins, 1987–1996 Safety bei den New Orleans Saints und den Miami Dolphins[23]
- Jerry Eckwood, 1979–1981 Running Back bei den Tampa Bay Buccaneers[24]
- Ted Johnson, 1995–2004 Linebacker bei den New England Patriots und dreifacher Super Bowl Gewinner (XXXVI, XXXVIII, XXXIX), entwickelte Alzheimer-ähnliche Symptome[20][25][26]
- Terry Long, 1984–1991 Offensive Lineman bei den Pittsburgh Steelers[27][28]
- John Mackey, 1963–1971 Tight End bei den Baltimore Colts und Super Bowl V-Gewinner 1970,[22] Mackey litt unter der Pick-Krankheit
- Ollie Matson, 1952–1966 Halfback und Flanker bei vier NFL-Teams[29][30]
- Fred McNeill, 1974–1985 Linebacker bei den Minnesota Vikings und zweimaliger Super Bowl Teilnehmer (IX, XI)[31]
- Mel Renfro, 1964–1977 Cornerback bei den Dallas Cowboys und zweifacher Super Bowl Gewinner (VI, XII)[32]
- Justin Strzelczyk, 1990–1998 Offensive Lineman bei den Pittsburgh Steelers[33]
- Andre Waters, 1984–1993 Safety bei den Philadelphia Eagles[34][35]
- Mike Webster, 1974–1988 Center bei den Pittsburgh Steelers und vierfacher Super Bowl Gewinner (IX, X, XIII, XIV)[27]
- Ralph Wenzel, 1966–1970 Guard bei den Pittsburgh Steelers[36][37]
- Willie Wood, 1960–1971 Safety bei den Green Bay Packers und zweifacher Super Bowl Gewinner (I, II)[38]
- Rayfield Wright, 1967–1980 Offensive Tackle bei den Dallas Cowboys, fünfmaliger Teilnehmer an einem Super Bowl (V, VI, X, XII, XIII) und zweifacher Gewinner (VI, XII)[12][39]

### Chronisch-traumatische Enzephalopathie (CTE) / Dementia pugilistica
Chronisch-traumatische Enzephalopathie (CTE) ist eine neurodegenerative Krankheit, die auf frühere wiederholte Schläge oder Stöße an den Kopf zurückgeführt wird.
Der erste wissenschaftliche Bericht über CTE bei einem ehemaligen NFL-Spieler („Iron“ Mike Webster) erschien im Jahr 2005. Federführend bei der Obduktion, die bereits 2002 durchgeführt wurde, war der Neuropathologe Bennet Omalu an der University of Pittsburgh. Webster, 16 Jahre in der NFL aktiv gewesener 4-facher Superbowl-Gewinner, war 2002 50-jährig nach einem Herzinfarkt verstorben. Zuvor hatte er die NFL auf Pensionszahlungen verklagt, die er für die erlittenen geistigen und körperlichen Beeinträchtigungen als Entschädigung erhalten wollte. Der zweite wissenschaftliche Bericht zu CTE bei einem American-Football-Spieler erschien 2006 und wurde erneut von Bennet Omalu und seinen Kollegen veröffentlicht. Der darin beschriebene Spieler (Terry Long) hatte 14 Jahre lang Football gespielt, litt nach seinem Karriereende an schweren Depressionen und starb im Jahr 2005, 12 Jahre nach seinem Karriereende, mit 45 Jahren durch Suizid. Auch der dritte Bericht, 2010 veröffentlicht, kam von Omalu. Er betraf den Spieler Andre Waters, der im Jahr 2006 mit 44 Jahren Selbstmord beging.
Ein weiterer Fall von CTE im American Football, ebenfalls diagnostiziert durch Omalu, betraf den früheren NFL-Spieler Justin Strzelczyk, der 2004 36-jährig bei einem Autounfall starb und bei dessen Gehirnautopsie Degenerationen wie bei dementen Boxern oder bei 80-Jährigen festgestellt wurden. 2015 wurde diese Geschichte und die anderer Football-Profis, insbesondere die Mike Websters und Dave Duersons, im Film Erschütternde Wahrheit (Concussion) bearbeitet, in dem Will Smith die Rolle des Arztes Omalu spielt.
Allerdings wurde bisher kein direkter kausaler Zusammenhang zwischen CTE und einem erhöhten Selbstmordrisiko bei ehemaligen Athleten nachgewiesen.
Wissenschaftler am Center for the Study of Traumatic Encephalopathy der Boston University (BU CTE Center) haben unter Federführung der Neuropathologin Ann McKee und Robert Cantu post mortem CTE bei 68 von 85 untersuchten ehemaligen Sportlern festgestellt (Stand: 2012), die sich wiederholt ein Schädel-Hirn-Trauma zugezogen hatten, darunter bei 34 von 35 untersuchten Football-Profis. Einer dieser Sportler war der ehemalige Boston College Linebacker Ronald Anthony Perryman, der 2011 43-jährig an Atmungsversagen starb. Im Jahr 2015 wurden die Zahlen auf 87 von 91 NFL-Spielern (96 %) aktualisiert und weitere 33 CTE-Fälle gemeldet, wo die Betroffenen College oder High School Football gespielt hatten. Aktualisierte Daten im November 2016 nennen CTE-Diagnosen in 90 von 94 untersuchten Gehirnen (97 %) ehemaliger NFL-Spieler. Eine noch höhere Zahl, nämlich 110 Fälle von CTE in 111 untersuchten Gehirnen ehemaliger NFL-Spieler, ergab sich in einer im Juli 2017 herausgebrachten Veröffentlichung. Es ist jedoch anzumerken, dass nur Spieler mit vorherigen Anzeichen für CTE untersucht worden waren.
In Deutschland berichtete am 8. April 2017 erstmals die Süddeutsche Zeitung vom Zusammenhang zwischen American Football und CTE in Europa. Der erste Quarterback der deutschen Nationalmannschaft, der Ansbacher Erich Grau, zeigt seit fast zwanzig Jahren Symptome, wie sie für CTE typisch sind.
Dennoch hieß es im Consensus statement on concussion in sport — the 5th international conference on concussion in sport held in Berlin, October 2016: „The potential for developing chronic traumatic encephalopathy (CTE) must be a consideration, as this condition appears to represent a distinct tauopathy with an unknown incidence in athletic populations. A cause-and-effect relationship has not yet been demonstrated between CTE and SRCs or exposure to contact sports. As such, the notion that repeated concussion or subconcussive impacts cause CTE remains unknown“.

#### Fälle von CTE bei NFL-Spielern
- Phillip Adams[57] Adams, von 2010 bis 2015 als Cornerback in der NFL tätig, beging im April 2021 32-jährig Selbstmord, nachdem er einen Tag zuvor 6 Menschen umgebracht hatte, darunter seine Frau und zwei seiner Enkel.
- Jovan Belcher[58]
- Forrest Blue[59]
- Bill Bryant[60]
- Lew Carpenter[61]
- Daniel Colchico[60]
- Lou Creekmur[62][63]
- Art DeCarlo[60]
- Shane Dronett[64]
- Dave Duerson[65][66] Duerson, ehemaliger NFL-Spieler, der an chronischen Kopfschmerzen, Sehstörungen und Gedächtnisverlust litt, beging am 7. Februar 2011 50-jährig Selbstmord durch Brustschuss und hatte zuvor sein Gehirn zu Forschungszwecken zur Verfügung gestellt.[21] Bei der Post-mortem-Untersuchung seines Gehirns wurde CTE diagnostiziert.[66][67]
- Pete Duranko[60]
- Ray Easterling[68][69]
- Frank Gifford[70]
- Cookie Gilchrist[63][71]
- John Grimsley[63][72] Grimsley, der von 1984 bis 1993 in neun Spielzeiten 133 NFL-Spiele als Linebacker absolviert hatte, starb 2008 mit 45 Jahren.[73] Die histologische Analyse seines Gehirns zeigte die charakteristischen Ablagerungen von Tau-Proteinen in Form von neurofibrillären Aggregaten in der Amygdala und dem benachbarten Temporalen Cortex.[67]
- Chris Henry[74] Henry, von 2005 bis 2009 über fünf Spielzeiten Wide Receiver bei den Cincinnati Bengals, starb im Dezember 2009 mit 26 Jahren an den Folgen eines Autounfalls. Bei ihm wurde postum CTE diagnostiziert. Damit war er vermutlich der erste noch aktive NFL-Spieler, der an CTE erkrankte.[75]
- Aaron Hernandez
- Wally Hilgenberg[63][76]
- Jim Hudson[60]
- Gerry Huth[60]
- Tom Keating[60]
- Bob Kuechenberg[77]
- Terry Long[78][42][43]
- John Mackey[79]
- Ollie Matson[29][63][80]
- Tom McHale[81][82]
- Fred McNeill[83]
- Earl Morrall[77][84]
- Paul Oliver[85]
- Joe O’Malley[60]
- Mike Pyle[60]
- Ron Perryman[80]
- Adrian Robinson[86] Bei Robinson, welcher sich im Mai 2015 25-jährig während seiner noch laufenden Karriere erhängte, wurde bei der Autopsie eine CTE-Erkrankung festgestellt.[50]
- Tyler Sash[87]
- Junior Seau[88]
- Robert Sowell[60]
- Ken Stabler[84]
- Bill Stanfill[77]
- Justin Strzelczyk[33]
- Kevin Turner, 1992–1994 Running Back bei den New England Patriots und 1995–1999 bei den Philadelphia Eagles[89][90][91][92]
- Andre Waters[43][44]
- Mike Webster[40]
- Ralph Wenzel[93]
- John Wilbur[60]

Jim McMahon, ehemals langjähriger Quarterback der Chicago Bears, führt einige Symptome, an denen er leidet, auf seine Football-Karriere zurück: „My short-term memory seems to be hampered. Every once in a while I go through this period where I just don’t remember things. Laurie (Navon, seine Freundin) has told me a lot of things that I don’t remember doing. It’s frustrating at times.“ Auch McMahon will sein Gehirn dem CTE Center der Boston University zu Forschungszwecken überlassen.
Da CTE zweifelsfrei nur post mortem durch eine Autopsie festgestellt werden kann, sind Diagnosen bei noch Lebenden, wie zum Beispiel dem NFL-Spieler Brett Favre, spekulativ.
Gehirnforscher an der Universität von Kalifornien in Los Angeles haben im Jahr 2012 mittels PET-Hirnkartierung angeblich CTE bei noch lebenden Ex-Profis nachgewiesen, die Anzeichen von veränderter Gemütsverfassung und kognitive Beeinträchtigungen zeigten. Die Stichprobe war mit fünf Spielern (43–73 Jahre) und fünf Kontrollpersonen recht klein, und Autopsie-Daten lagen ebenfalls noch nicht vor, sodass die Ergebnisse zunächst präliminär und mit Vorsicht zu interpretieren waren. Allerdings wurde eine der CTE-Diagnosen, nämlich die bei dem Linebacker Fred McNeill, postum durch eine Gehirnautopsie bestätigt.
Ebenfalls mithilfe der Positron-Emissions-Tomographie ([18F]-FDDNP zur Erkennung von Tau-Proteinablagerungen) wurde in einer Folgestudie durch die TauMark genannte Technik gezeigt, dass die Gehirne von 14 ehemaligen und noch lebenden American-Football-Spielern mit Verdacht auf CTE andere neuropathologische Veränderungen aufweisen als Alzheimer-Patienten, bei denen ähnliche kognitive Defekte auftreten wie bei CTE. Bei den Football-Spielern entdeckte Proteinablagerungen im Hirnstamm traten bei Alzheimer-Patienten und gesunden Probanden nicht auf. Sie sind jedoch den Aggregaten von PHF-Tauproteinen, die post mortem bei Gehirnautopsien von CTE-Erkrankten gefunden werden, sehr ähnlich. Damit besteht große Hoffnung, die Methode demnächst für klinische Diagnosen, auch in Längsschnittstudien, einsetzen zu können.

### Geschichte der Hirn-Trauma-Debatte in der NFL
1994 erklärte Joe Torg, damals der Teamarzt der Philadelphia Eagles:

“I know of no football player who has had residual neurological impairment from repeated insults to the head.”

„Ich weiß von keinem Footballspieler, der bleibende neurologische Schäden durch wiederholte Kopfverletzungen erlitten hat.“

Im selben Jahr rief die NFL ein Mild Traumatic Brain Injury (MTBI) Committee ein und installierte den Rheumatologen Elliot J. Pellman, Teamarzt der New York Jets, als Vorsitzenden. Da Pellman keine neurologische Ausbildung hatte, führte diese Entscheidung immer wieder zu Kritik. Pellman spielte das mit American Football verbundene Risiko für Kopfverletzungen oft herunter:

“Concussions are part of the profession, an occupational risk.”

„Gehirnerschütterungen sind Teil des Berufs, ein Berufsrisiko.“

Noch 2005 verharmloste Pellman die Gefahren durch Gehirnerschütterungen:

“Return to play does not involve a significant risk of a second injury either in the same game or during the season.”

„Wer wieder am Spiel teilnimmt, ist keinem erheblichen Risiko einer zweiten Verletzung ausgesetzt, weder im selben Spiel noch während der restlichen Saison.“

Im März 2005 listete die New York Times eine Reihe falscher oder irreführender Angaben, die Pellman zu seiner medizinischen Ausbildung gemacht hatte. So habe er weder sein Studium in Guadalajara, Mexiko, noch seine Famulatur an der Stony Brook University als M.D. abgeschlossen.
Im Mai 2006 wurde durch das MTBI Committee Omalus Autopsie-Studie an Mike Websters Gehirn, die CTE nachgewiesen hatte, als stark fehlerhaft bezeichnet und eine Retraktion gefordert. Die Autoren dieser anzweifelnden Publikation des MTBI Committees waren Elliot Pellman und dessen Mitarbeiter Dr. Ira Casson, ein Neurologe, und David Viano, ein Biomechanik-Ingenieur. 2007 trat Elliot Pellman von seinem Amt als alleiniger Sprecher des MTBI Committees zurück, blieb jedoch einflussreiches Mitglied dieses Komitees, dessen Leitung Ira Casson und David Viano übernahmen.
Im Herbst 2009 führte der amerikanische Kongress eine Befragung der beteiligten Parteien durch, um die Kopfverletzungen der NFL anzugehen, Begrenzungen einzuführen und erkrankte Spieler und deren Familien zu kompensieren. Im Oktober 2009 wurden von mehreren Experten bei der Demenz-Studie der NFL, die federführend von Pellman durchgeführt wurde, statistische und systemische Probleme sowie Interessenskonflikte angesprochen. Unter dem zunehmenden Druck traten Casson und Viano als Co-Vorsitzende des MTBI Committees zurück. Casson hatte einmal auf die Frage, ob es Hinweise für eine Verbindung von Hirn-Traumata und irgendwelchen Langzeit-Problemen gäbe, geantwortet:

“In N.F.L. players? No.”

„Bei NFL-Spielern? Nein.“

Im März 2010 distanzierte sich die NFL von Pellman, Casson und Viano und richtete ein neues Komitee für Untersuchungen von Gehirnerschütterungen ein, welches NFL Head, Neck and Spine Medical Committee genannt wurde. Neue Chairpersonen wurden gemeinsam die Neurochirurgen Dr. Hunt Batjer von der Northwestern University und Dr. Richard G. Ellenbogen von der University of Washington.
Batjer arbeitet mittlerweile (Stand 2016) am Southwestern Medical Center der University of Texas in Dallas.
Die NFL wurde im August 2011 vor dem Bundesgericht in Philadelphia von mehr als 4.500 ehemaligen Spielern und den Hinterbliebenen von mehr als 1.500 verstorbenen Profis verklagt. Die NFL-Verantwortlichen, so der Vorwurf, hätten einen Zusammenhang zwischen Football und Gehirnschädigungen bisher ignoriert oder geleugnet sowie die Spieler vor Langzeitfolgen nicht gewarnt. Unter den Klägern befanden sich die Spieler Tony Dorsett, Kevin Turner und Ray Easterling, der Super-Bowl-Gewinner und Quarterback Jim McMahon und die Familie des Pro Bowl Linebackers Junior Seau. Die Spieler verlangten eine Gesamtsumme von 2 Milliarden US$ für Entschädigungen.
Im Jahr 2013 gaben die NFL-Verantwortlichen zu, dass viele ehemalige NFL-Spieler an CTE erkrankt seien, und die NFL hatte bereits 2010 1 Million US$ an das CTE Center der Boston University gespendet, um bei der Finanzierung der Forschung auf dem Gebiet der CTE zu helfen. Laut NFL-Commissioner Roger Goodell wollte die NFL zusätzlich 30 Millionen US$ dem NIH für Hirnforschung zur Verfügung stellen.
Im September 2014 gab die NFL zu, sie erwarte, dass etwa ein Drittel aller ehemaligen Spieler Langzeitprobleme auf kognitiver Ebene entwickeln werden. Dies ergaben Berechnungen von Versicherungsstatistikern, die die Liga angestellt hatte. Zudem ergaben die Berechnungen, dass die Probleme in einem „erheblich niedrigeren Alter“ beginnen werden als in der restlichen Bevölkerung („at notably younger ages than the generation population“). Spieler unter 50 Jahren hätten ein Risiko von 0,8 %, dement zu werden, gegenüber weniger als 0,1 % in der sonstigen Bevölkerung. In der Altersgruppe der 50–54-Jährigen betragen die Raten 1,4 % beziehungsweise <0,1 %. Ungefähr 5900 (28 %) der ehemaligen Spieler werden den Berechnungen zufolge so erkranken, dass ihnen finanzielle Hilfe gewährleistet werden kann. Nur 3.600 davon (60 %) werden wohl Forderungen geltend machen.
Im März 2016 erkannte Jeff Miller, als NFL-Vizepräsident für Gesundheit und Sicherheit ein hochrangiger NFL-Offizieller, auf einer Podiumsdiskussion erstmals einen Zusammenhang zwischen American Football und CTE an. Die Kongressabgeordneten Janice Schakowsky fragte,

“whether there is a link between football and degenerative brain disorders like C.T.E.?”

„ob es eine Verbindung zwischen American Football und degenerativen Hirnerkrankungen wie CTE gibt?“

Millers Antwort:

“The answer to this is certainly, yes.”

„Die Antwort darauf lautet klar: Ja.“

## Reaktionen auf die Gesundheitsrisiken

### Regeländerungen
In der Saison 2013/14 führte die NFL mit einem 31:1-Votum der Club-Eigentümer eine Regeländerung ein, um die Zahl der Kopfverletzungen zu senken. Danach ist es sowohl Offensiv- wie auch Defensivspielern verboten, ihre Köpfe zu senken und mit den Helmen einen Gegenspieler zu treffen, wenn sie sich außerhalb der Tackle Box befinden. Solche Treffer resultieren in einer 15-Yards-Strafe, vom Ort des Foulspiels gerechnet. Treffer innerhalb der Tackle Box fallen nicht unter diese Regel. Bei den Spielern traf die Regeländerung auf sehr unterschiedliche Resonanz.
Die Pop Warner Youth League verbannte Kickoffs bei den 5-10-Jährigen in der Saison 2015.
50 US-Staaten haben Gesetze verabschiedet, die darauf abzielen, Jugendliche vor Gehirnerschütterungen zu schützen. Weitergehende Pläne wollen Tackle Football bei unter 13-Jährigen vollständig verbannen.

### Rücktritte von Spielern
Im Dezember 2014 trat Clint Trickett, College-Quarterback von West Virginia, vom aktiven Leistungssport zurück, aus Sorge vor Langzeitproblemen. In den beiden Spielzeiten zuvor hatte er innerhalb von 14 Monaten fünf Gehirnerschütterungen erlitten, eine davon in einem Match gegen Maryland. Für eine Weile war er danach auf der schläfenseitigen Gesichtsfeldhälfte seines linken Auges blind. „Barely remember the game“, sagt er. Sein Problem erwähnte er akut vor niemandem.
Im März 2015 erklärte das NFL-Talent Chris Borland, Linebacker bei den San Francisco 49ers, 24-jährig seinen Rücktritt vom Profi-Football. Nach einer einzigen, erfolgreichen Saison beendete er seine Karriere frühzeitig, weil er sich nicht weiter dem Risiko von Schädel-Hirn-Traumata und deren Folgen aussetzen wollte. Ihm folgte im April 2016 der Linebacker Aubrey Joseph „A. J.“ Tarpley, der 23-jährig nach einer NFL-Saison bei den Buffalo Bills vom Profisport zurücktrat und als Grund Ängste vor Langzeitfolgen nannte. Er hatte in der Saison 2015/16 zwei Gehirnerschütterungen erlitten. Zwei weitere Gehirnerschütterungen hatte er zuvor als College-Spieler an der Stanford University erlitten.
Auch nach der Saison 2015/16 traten einige NFL-Spieler aus Gesundheitsgründen vom Profi-Football zurück. Es handelte sich um den Running Back Tylor Varga (Indianapolis Colts), den Tackle Eugene Monroe (Baltimore Ravens) und den Wide Receiver Ricardo Lockette (Seattle Seahawks). Varga gab als Grund eine Gehirnerschütterung an und dass es das Risiko, sich eine weitere schlimme Kopfverletzung zuzuziehen, einfach nicht wert sei. Auch Monroe begründete seine Entscheidung mit Sorgen um seine Gesundheit und der Angst, an CTE zu erkranken. Lockette musste seine Karriere aufgrund einer Nackenverletzung beenden.

### Forschungsförderung
Im Dezember 2015 wurden 50 Forschern aus 17 Institutionen, unter anderen der University of Arizona, dem Banner Alzheimer’s Institute, der Boston University, dem Brigham and Women’s Hospital und der Cleveland Clinic, insgesamt 16 Millionen US$ von den National Institutes of Health zur Verfügung gestellt. Der Etat ist für sieben Jahre vorgesehen und soll vor allem dazu dienen, CTE vor dem Tod diagnostizieren zu können. Die NFL lieferte entgegen ihrer ursprünglichen Absicht schließlich keinen finanziellen Beitrag zum Forschungstopf, da sie Vorbehalte gegenüber Forschern an der Boston University sieht.
Im September 2016 stellte die NFL als Reaktion auf die nicht verstummende Kritik am Umgang mit Kopfverletzungen ein 100 Millionen US-Dollar schweres Paket für neue Helme und mehr medizinische Forschung vor. 60 Millionen US$ sollen in die technologische Entwicklung fließen (z. B. neue Helme) und 40 Millionen US$ in die Förderung medizinischer Forschung zum Thema Kopfverletzungen. Das Geld soll innerhalb der nächsten fünf Jahre dazu verwendet werden, Langzeiteffekte von Gehirnerschütterungen zu untersuchen, die Inzidenz und Prävalenz von CTE zu erfassen und Maßnahmen zu finden, den Gesundheitszustand von Langzeitspielern zu verbessern.

### Entschädigungszahlungen
Im August 2013 einigten sich die NFL und die klagenden Spieler darauf, 765 Millionen US$ über 17 Jahre hinweg an die 18.000 ehemaligen Football-Spieler für Hirnverletzungen durch Gehirnerschütterungen auszuschütten. Die vorläufige Einigung beinhaltete mindestens 675 Millionen US$ für monetäre Hilfe, 75 Millionen für medizinische Tests und Monitoring sowie 10 Millionen US$ für Forschungszwecke. Für jeden der 32 NFL-Clubs ergaben sich somit weniger als 1,5 Millionen US$ pro Jahr für die Laufzeit des Vertrags. Ein Spitzenspieler verdiente im Jahr 2013 das 10fache pro Saison. Das Jahresbudget der NFL in der Saison 2013 betrug 9,2 Milliarden US$ und soll bis 2027 auf 25 Milliarden US$ ansteigen. In der Saison 2014 stieg es bereits auf 9,6 Milliarden US$ und 2015 auf 11,1 Milliarden US$. Für 2016 wurden 13,2 Milliarden US$ kalkuliert, mehr als 50 % über dem Budget von 2010.
Im Januar 2014 wies die Richterin Anita B. Brody am United States District Court for the Eastern District of Pennsylvania die 765 Millionen US$-Einigung zurück und verlangte Nachbesserungen. Brody schloss in ihrer Erklärung, die Einigung gehe nicht weit genug, um jeden Spieler, der Unterstützung brauchen könne, versorgen zu können. Sie gehe davon aus, dass insgesamt 20.000 Spieler für NFL-Zahlungen berechtigt sein können.

“I am primarily concerned that not all retired NFL football players who ultimately receive a qualifying diagnosis, or their related claimants, will be paid. Even if only 10 percent of retired NFL football players eventually receive a qualifying diagnosis, it is difficult to see how the monetary award fund would have the funds available over its lifespan to pay all claimants at these significant award levels.”

„Ich habe hauptsächlich Sorgen, dass nicht allen ehemaligen NFL-Spielern, die letztlich eine passende Diagnose erhalten, oder deren Klage erhebenden Verwandten eine Auszahlung geleistet wird. Selbst wenn nur 10 % der ehemaligen NFL-Spieler eine passende Diagnose erhalten, so fällt es schwer zu sehen, wie der Auszahlungsfond während seiner gesamten Laufzeit die nötigen Mittel aufbringen kann, um allen Klägern die beträchtlichen Leistungen zu gewähren.“

Am 22. April 2015 kam es vor dem United States District Court for the Eastern District of Pennsylvania zwischen NFL, NFL-Eigentümern und ehemaligen NFL-Spielern sowie deren Vertretern zu einer vorläufigen Einigung bezüglich der Zahlungsansprüche. Diese umfasst
- grundsätzliche medizinische Untersuchungen für ehemalige Spieler zur Feststellung von kognitiven Beeinträchtigungen (75 Millionen US$),
- monetäre Leistungen nach Diagnose von Amyotropher Lateralsklerose, Morbus Alzheimer, Morbus Parkinson, Demenz und einigen Fällen von CTE nach Post-mortem-Diagnose (maximal 1,5 bis 5 Millionen US$ pro Spieler, je nach Diagnose), gültig für 65 Jahre,
- Ausbildungsprogramme und Initiativen für Sicherheit im American Football (10 Millionen US$).

Insgesamt betrug die Einigungssumme 1 Milliarde US$. Die NFL geht davon aus, dass ungefähr 6.000 ehemalige Spieler Zahlungen erhalten werden, jeder davon durchschnittlich 190.000 US$. 99 % der Kläger stimmten dem Angebot zu. Ein kleiner Rest von Spielern widersetzte sich jedoch weiterhin der Einigung und verlangte weitere Nachbesserungen, da es ein Fehler sei, CTE und ihre Symptome auszuschließen. Dadurch verzögerten sich die Gewährleistungen von finanzieller Hilfe für betroffene Spieler.
Am 18. April 2016 bestätigte das Berufungsgericht (3rd Circuit) unter Leitung der Richterin Anita Brody einstimmig die Einigung als fair und vernünftig, sodass nun pro ehemaligem Spieler bis zu 5 Millionen US$ ausgezahlt werden können, falls dieser an Alzheimer, ALS, Parkinson, schwerer Demenz oder vor 2015 an CTE erkrankt sein sollte. Mehr als 8.000 NFL-Spieler waren zu diesem Zeitpunkt bereits für Zahlungsansprüche registriert, obwohl das Verfahren noch gar nicht begonnen hatte. Profispielern, die zukünftig erkranken, hilft der Deal mit der NFL nicht, denn sie spielen nun auf eigenes Risiko.
Am 12. Dezember 2016 lehnte der Oberste Gerichtshof (Supreme Court) eine weitere Berufung ab und machte damit die Einigung rechtskräftig. Damit endete der fünf Jahre währende Streit zwischen NFL und Spielern.

### Allgemeine Äußerungen
Pessimistische Stimmen prophezeien wegen der Kopfverletzungen ein Ende der NFL, zumindest in der heutigen Form. Auch Präsident Obama und der NFL-Spieler Bart Scott äußerten sich in diesem Zusammenhang sehr kritisch. Obama sagte:

“I’m a big football fan, but I have to tell you if I had a son, I’d have to think long and hard before I let him play football.”

„Ich bin ein großer Footballfan, aber ich muss Ihnen sagen, wenn ich einen Sohn hätte, würde ich lange und intensiv darüber nachdenken müssen, ehe ich ihn Football spielen lassen würde.“

Bart Scott, ehemals Linebacker bei den New York Jets, will seinem Sohn nicht erlauben, American Football zu spielen:

“I don’t want to have to deal with him getting a concussion and what it would be like later in life.”

„Ich will mich nicht damit befassen müssen, dass er eine Gehirnerschütterung erleidet und welche Auswirkungen dies später in seinem Leben haben könnte.“

2019 äußerte auch Präsident Donald Trump in einem CBS-Interview seine Sorgen in Bezug auf seinen Sohn Barron:

“I hate to say it, because I love to watch football. I think the N.F.L. is a great product, but I really think that as far as my son — well, I’ve heard N.F.L. players saying they wouldn’t let their sons play football. So, it’s not totally unique, but I, I would have a hard time letting him play. I mean, it’s a dangerous sport and I think it’s, I, it’s really tough.”

Im Februar 2016 verteidigte der NFL Commissioner Roger Goodell den American Football:

“If I had a son, I’d love to have him play the game of football. There’s risk in life. There’s risk in sitting on the couch.”

„Hätte ich einen Sohn, würde ich es genießen, wenn er American Football spielen würde. Es gibt immer Risiken im Leben. Risiken bleiben selbst dann, wenn man auf dem Sofa sitzt.“

### Neue Spielformate
Nach Bekanntwerden der mit American Football zusammenhängenden Gehirnerkrankungen nahm das Interesse an der Sportart auf mehreren Ebenen ab. So sank die Zahl der Tackle-Football spielenden 6- bis 17-Jährigen von 3,96 Millionen im Jahr 2009 um fast 20 % auf 3,21 Millionen im Jahr 2015. Einige US-amerikanische High Schools beendeten ihre Football-Programme.
Flag Football hat zunehmende Spielerzahlen. 2016 wurde ein Anstieg von 8,7 % verzeichnet. Von 2015 bis 2018 stieg die Zahl um 38 % auf über 1,5 Millionen an.
USA Football, der Dachverband des amateurhaften American Football in den USA, setzte 2012 drei Pilotprojekte namens Heads Up Football (HUF) in Gang, welche besonders auf Jugendsport-Organisationen und Schulprogramme an Middle und High Schools ausgerichtet sind. Mittlerweile (Stand Januar 2017) befolgen über 7000 Jugend- und Schulprogramme dieses Projekt, um Sicherheitsbedenken und abnehmenden Zuspruch am Football zu bekämpfen. Forschungsergebnisse, dass durch HUF die Zahlen der Gehirnerschütterungen um 76 % reduziert werden konnten, erwiesen sich bei Nachprüfungen als fehlerhaft.
Wegen der zunehmenden öffentlichen Meinung, American Football sei gesundheitsschädlich, stellte USA Football im Januar 2017 ein neues Spielformat vor, welches die Spielweise dem Flag Football annähert. Das Format heißt Modified Tackle und sieht vor, dass pro Team anstatt 11 nur noch 6–9 Spieler auf dem Feld stehen, welches zudem viel kleiner wird. Kickoffs und Punts werden abgeschafft, und die Linemen starten aus einer Hockposition anstelle des three-point stances. Trotz dieser einschneidenden Maßnahmen erhebt sich weiter Widerstand bezüglich der Ausmaße. Ein Vertreter von Practice Like Pros, einer Interessensgruppe, die sich für die Reduzierung von Kollisionen im Jugend-Football ausspricht, äußerte sich so: „If there’s tackling, then it doesn’t matter if it’s seven on seven or one on one. There’s going to be contact with the other players and the ground. With the science available now, we find it surprising anyone would be promoting youth tackle football in any format.“